# Sirius. Zeitschrift für populäre Astronomie.

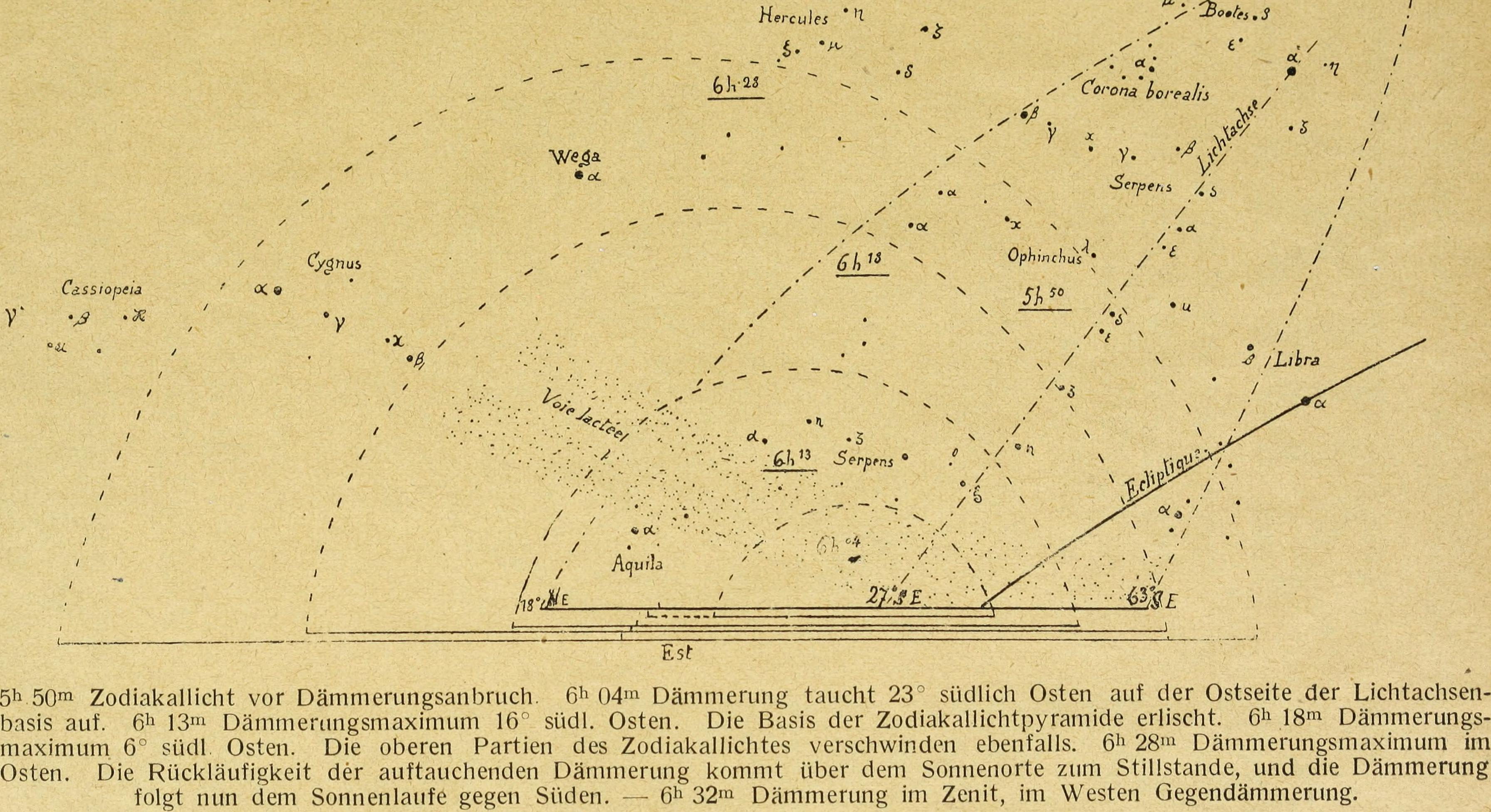
Sirius; Zeitschrift für populäre Astronomie (1922)

Sirius. Zeitschrift für populäre Astronomie. war eine zwischen dem Jahr 1868 und 1926 erschienene populärwissenschaftliche astronomische Zeitschrift. Ab dem Jahr 1916 war sie als Sirius. Rundschau der gesamten Sternforschung für Freunde der Himmelskunde und Fachastronomen. betitelt. Gründer und bis zum Jahr 1878 Herausgeber war  Rudolf Falb. Ihm folgten Hermann J. Klein, der die Zeitschrift bis zum Jahr 1914 herausgab, und H. H. Kritzinger.
Neben den schon im 19. Jahrhundert zahlreichen Lehrbüchern der Populärastronomie gehörte Sirius zu den ersten auf diesem Feld tätigen Zeitschriften. Sie wurde aber im Jahr 1927 in die Zeitschrift Die Sterne integriert.